# Renacer (banda)
Renacer es una banda Argentina de power metal y heavy metal melódico formada en 2001 en Buenos Aires.

## Historia
Imperio se separó a mitad del 2001 debido a diferencias musicales. 
El cantante Christian Bertoncelli quería menos teclados y más poder, como en los inicios de la banda. Esto se ve reflejado en los discos de Renacer. 
Bertoncelli y el guitarrista Gustavo Gorosito fueron los exintegrantes de Imperio que formaron originalmente Renacer.
Pero Gorosito dejó el proyecto en seguida y Juan Pablo Kilberg tomó el puesto. Jorge Perini, que anteriormente había estado en Imperio y en Jeriko, se hizo cargo de la batería.
Hacia fines de 2001 lanzaron un EP denominado Hoy como Ayer que contiene cuatro temas originales de la banda con un estilo de power metal melódico aún bastante cercano al de Imperio, y la versión del tema de Rata Blanca "Chico callejero".
Hacia fines del 2001 participan junto a Tren Loco, Aspeed y otras bandas argentinas en la reedición del disco de Bloke Demolición 2002.
En el año 2002 lanzan Renacer, su álbum debut que incluye temas como "Entre la gloria y la traición", "Mi refugio" o "Reino de cristal", este último con Alberto Zamarbide como invitado en las voces.
En 2003 lanzan un EP de 3 temas en el que se destaca "Alas de fuego", mientras que hacia 2005 sale el segundo álbum de la banda, Senderos del alma, con temas como "Nueva sangre", "Estrella negra" o "Un nuevo sol".
En 2007 sale a la venta el disco En versiones Vol. 1 donde realizan covers de temas de bandas como Héroes del Silencio, Dio, Helloween, Judas Priest, Ska-P, La Renga, Barón Rojo, AC/DC, Megadeth, y donde colabora cantando un tema José Andrëa, cantante de la banda española Mägo de Oz.
El mismo año editan en forma independiente el EP VI, con 6 temas y un track interactivo con tres videos de los temas realizados en el show tributo a Riff en 2006, "Mal romance", "La espada sagrada" y "Desconfio".
En 2009 ya con la salida del baterista Diego Lara y el ingreso de Damián Oliva, la banda firma contrato con el sello Icarus y editan Hijo del viento, producido por Emiliano Obregón, un disco con mucha fuerza y melodía, con temas como "Lenguas de serpiente", "Vida a los sueños, sangre al corazón" y "Valle de la Muerte" que se destacan, además del track que le da nombre al CD.
En 2021 lanzan En versiones Vol. 2, con covers de V8, Riff, Hermética, Rata Blanca y El Reloj, entre otros, al tiempo que el octavo disco Siembra y cosecha ve la luz en 2022.

## Discografía
Álbumes
- 2002 - Renacer
- 2005 - Senderos del Alma
- 2007 - En Versiones Vol. 1
- 2009 - Hijo del Viento
- 2011 - Bienvenidos al Show (CD & DVD en vivo)
- 2013 - Espíritu Inmortal
- 2015 - Alas de Fuego (regrabaciones y rarezas)
- 2017 - Del Silencio a la Tempestad
- 2021 - En Versiones Vol. 2
- 2022 - Siembra y Cosecha

Singles y EPs
- 2001 - Hoy Como Ayer (EP)
- 2003 - Surcando Caminos (EP)
- 2007 - VI (EP)

## Integrantes
- Juan Pablo Kilberg (Guitarra)
- Diego Raca de Paolo (Guitarra)
- Guillermo Ariel Tebes (Bajo)
- Lukas Russo (Batería)